# Jovanovce
Jovanovce (en serbe cyrillique : Јовановце) est un village de Serbie situé dans la municipalité de Crna Trava, district de Jablanica. Au recensement de 2011, il comptait 26 habitants.
Jovanovce est également connu sous le nom de Jovanovci.

## Démographie
| 1948 | 1953 | 1961 | 1971 | 1981 | 1991 | 2002 | 2011 |
| ---- | ---- | ---- | ---- | ---- | ---- | ---- | ---- |
| 156  | 142  | 125  | 97   | 67   | 52   | 43   | 26   |

|  |